# Рачкі-Великі
Рачкі-Великі (пол. Raczki Wielkie, нім. Groß Retzken) — село в Польщі, у гміні Олецько Олецького повіту Вармінсько-Мазурського воєводства.
Населення — 68 осіб (2011).
У 1975-1998 роках село належало до Сувальського воєводства.

## Демографія
Демографічна структура станом на 31 березня 2011 року:
|          | Загалом | Допрацездатний вік | Працездатний вік | Постпрацездатний вік |
| -------- | ------- | ------------------ | ---------------- | -------------------- |
| Чоловіки | 39      | 8                  | 28               | 3                    |
| Жінки    | 29      | 8                  | 14               | 7                    |
| Разом    | 68      | 16                 | 42               | 10                   |